# Macistos
Macistos (grec antic: Μάκιστος o Μάκιστον, en llatí: Macistus o Macistum; gentilici Μακίστιος, en català macisti) era una ciutat del nord de Trifília, a l'Èlida. La ciutat tenia l'administració del temple de Posidó samià.
Segons Estrabó, el seu nom original era Platanistunt (Πλατανιστοῦς), que significa 'ple de plàtans', i estava habitada pels paroreates i els caucons, que en van ser expulsats pels mínies, segons Heròdot.
Els eleus conqueriren la ciutat i es va convertir, com altres ciutats dels mínies, en una ciutat depenent d'Elis. La seva situació, en una muntanya elevada al nord del país, la va convertir en la capital d'aquella part, mentre que Lèpreon era la capital de la part sud de Trifília. Estrabó diu que Macistos era molt a la vora del districte de la Pisàtida, més al nord. L'any 400 aC, la invasió espartana dirigida pel rei Agis II que havia entrat a Trifília per Aulon, va conquerir primer Lèpreon, a continuació Macistos i després Epitàlion, a la vora de l'Alfeu, segons diu Xenofont.
En temps d'Estrabó estava deshabitada. Sembla que Macistos es trobava vora la ciutat de Sàmicon, car administrava el temple de Posidó que pertanyia a aquella ciutat. Hi ha autors que destaquen que Pausànias i Polibi només esmenten Sàmicon, mentre que Xenofont només Macistos; això ha fet suposar que, després de la decadència de Sàmicon a la costa, els mínies van construir Macistos en un lloc més elevat. Macistos tenia un temple d'Hèracles situat vora la costa.